# Antonio Latini
Antonio Latini (Fabriano, 8 maggio 1642 – Napoli, 1º settembre 1696) è stato un cuoco italiano.

## Biografia
Antonio Latini nacque a Colle Amato, presso Fabriano, nel 1642. Rimasto orfano all'età di cinque anni, fu costretto a servire fin dalla più tenera età in cambio di un tetto sopra la testa e di che sfamarsi. Che fosse di umilissime origini lo sappiamo per certo, perché è stato recentemente ritrovato e pubblicato il manoscritto dell'autobiografia, dettata nel 1690 a un frate. A sedici anni, dopo aver imparato a leggere e a scrivere presso la nobile famiglia Razzanti di Matelica, Latini tentò la fortuna emigrando a Roma.
Assunto dal cardinale Antonio Barberini come sottocuoco, passò a mansioni via via superiori, per approdare infine, a soli ventotto anni, all'ufficio di scalco, ossia di soprintendente alle cucine, a cui spettava selezionare e dirigere i cuochi e la servitù, rifornire la dispensa e organizzare i banchetti. In casa Barberini imparò anche la difficile arte del trinciante, i modi del gentiluomo e a tirar di spada. Successivamente esercitò la scalcheria a Macerata, Mirandola e Faenza.
Concluse degnamente la carriera a Napoli, alle dipendenze del reggente Esteban Carillo Salsedo. Qui crebbe la sua fama; qui fu insignito del titolo di cavaliere dello Speron d'oro; qui, negli ultimi anni della sua vita, compilò Lo scalco alla moderna, o vero l'arte di ben disporre i conviti, che diede alle stampe in due volumi tra il 1692 e il 1694. Morì nel 1696.

### Lo scalco alla moderna
Come ha osservato Emilio Faccioli, Lo scalco alla moderna è «la summa di tutta la letteratura precedente, dagli esordi della gastronomia umanistica ai trattati maggiori dell'età rinascimentale». Con la caratteristica mentalità dell'autodidatta, Latini vi stivò tutto ciò che aveva appreso in anni di esperienze sul campo, letture e riflessioni: considerazioni sui compiti dello scalco e dei suoi sottoposti, in particolare del trinciante; istruzioni sull'organizzazione della cucina, sulla preparazione dei banchetti, e su come imbandire le tavole e realizzare i trionfi; ricette di arrosti, bolliti, stufati, fritti, brodi, minestre, pasticci, pizze, salse, aceti profumati, conserve; nozioni di dietetica, e ulteriori ricette di piatti di magro, di sciroppi e sorbetti; catalogo dei prodotti gastronomici d'eccellenza e dei migliori vini del Regno di Napoli.
Lo scalco alla moderna è un'opera ambiziosa e corposa, stampata senza badare a spese e illustrata da silografie e belle incisioni in rame. Ma non sono queste le ragioni del suo interesse, quanto piuttosto le preziose notizie che Latini ci dà sui primi passi di quella che diventerà, nel giro di due secoli, la vera cucina napoletana.

### Lo scalco alla modernae la cucina napoletana
Troviamo in questo libro, tanto per cominciare, la ricetta della «salsa di pomodoro alla spagnuola», con cipolla, timo, «peparolo», sale, olio e aceto. Non è solo la prima ricetta pubblicata di una preparazione a base di pomodoro, ma quella di un sugo che, «con qualche aggiustamento» – scrivono Alberto Capatti e Massimo Montanari – «sarà destinato a grande avvenire nella cucina italiana e nell'industria conserviera». Latini è pioniere anche nell'impiego di un altro ortaggio giunto dal Nuovo Mondo, il peperone, che utilizza per insaporire alcune salse. Nel secondo volume del suo trattato, riservato interamente alle «vivande di magro», Antonio Latini sembra precorrere una tendenza che emergerà solo nella seconda metà del Settecento, e cioè la sostituzione delle spezie orientali con i profumi dell'orto. Insegna infatti come «cucinare e condire vivande senza spezierie», impiegando al loro posto prezzemolo, timo serpillo e altre erbe odorose.
Alla cucina partenopea e al ruolo essenziale che vi giocano le paste e i molluschi rimandano i capitoletti sui «diversi maccaroni, lasagne e gnocchetti» e sui frutti di mare. Alla più schietta tradizione napoletana si collegano anche le pagine sui sorbetti, a cominciare dal sorbetto al limone.

### Le specialità enogastronomiche del Meridione
Di grande interesse è infine, in appendice al primo volume dello Scalco alla moderna, l'atlante delle specialità enogastronomiche del Meridione, che coincidono spesso, a più di tre secoli di distanza, con quelle attuali. Vi ritroviamo gli ortaggi di Chiaia, la frutta di Posillipo, i cocomeri di Orta, le olive di Gaeta, l'olio d'oliva della Calabria e del Salento, lo zafferano dell'Aquila, i capponi di Nocera, gli ovini del barese, i pesci di mare del napoletano e quelli d'acqua dolce di Avellino, le ostriche di Taranto, le soppressate di Nola, i prosciutti abruzzesi e di Campobasso, i caciocavalli di Laterza, i confetti di Sulmona, il torrone di Aversa e di Benevento.